# Nomia somalica
Nomia somalica là một loài Hymenoptera trong họ Halictidae. Loài này được Friese mô tả khoa học năm 1908.